# Nicolaus Thomas Host
Nicolaus Thomas Host (Fiume, 6 de diciembre de 1761 - Palacio de Schönbrunn, 13 de enero de 1834) fue un botánico y médico austríaco.
Obtiene su título de doctorado en Medicina en la Universidad de Viena, y será médico personal de Francisco I, Emperador de Austria. Siendo joven, Host integra una serie de expediciones botánicas, usualmente acompañando a su amigo, el botánico Joseph von Jacquin (1766-1839), el hijo del “Linneo austríaco” - Nikolaus Joseph Jacquin (1727-1817). Exploraron Austria, Illiria y Tirol, Hungría, Croacia. Algunas de sus colecciones realizadas en tales expediciones se incorporan al "Jardín de Plantas Austríacas", establecidas por Francisco I en 1793. Host llegaría a ser su primer director de ese Jardín, ubicado en los Palacios Belvedere de Viena.

## Algunas publicaciones
- 1797. Synopsis plantarum in Austria, (describe un número de nuevas especies.
- 1801 -1809. Icones et descriptions graminum austriacorum. Cuatro vols. (magnífica obra sobre Poaceae de Europa Central, ilustrada por el artista Johann Ibmayer.
- 1828. Salix, (vol. de los sauces de las provincias austríacas.

### Libros
- 1827 -1831. Flora Austriaca. Ed. Beck. dos vols.

## Honores

### Epónimos
género
- Hosta Moench ex Tratt.[1]

Especies
- (Campanulaceae) Campanula hostii Baumg.[2]
- (Chenopodiaceae) Chenopodina hostii Moq.[3]
- (Chenopodiaceae) Chenopodium hostii Ledeb.[4]
- (Chenopodiaceae) Salsola hostii Tratt.[5]
- (Cyperaceae) Carex hostii (Schkuhr) Hoppe ex Kunth[6]
- (Juncaceae) Luzula hostii Desv.[7]
- (Lamiaceae) Calamicromeria × hostii (Caruel) Šilić[8]
- (Lamiaceae) Clinomicromeria × hostii (Caruel) Govaerts[9]
- (Lamiaceae) Mentha hostii Boreau[10]
- (Poaceae) Aira hostii Steud.[11]
- (Poaceae) Arundo hostii Roem. & Schult.[12]
- (Poaceae) Avenula hostii (Boiss. & Reut.) Dumort.[13]
- (Poaceae) Brachypodium hostii Link[14]
- (Poaceae) Deyeuxia hostii Besser ex Andrz.[15]
- (Poaceae) Echinochloa hostii (M.Bieb.) Steven[16]
- (Poaceae) Erianthus hostii Griseb.[17]
- (Poaceae) Festuca hostii Schott ex Roem. & Schult.[18]
- (Poaceae) Phleum hostii Jacq.[19]
- (Rosaceae) Aria hostii Carrière[20]
- (Rosaceae) Hahnia hostii Dippel[21]
- (Rosaceae) Pyrus hostii Hort. ex K.Koch[22]
- (Rosaceae) Rosa hostii Heinr.Braun[23]
- (Rosaceae) Sorbus hostii Heynh.[24]
- (Salicaceae) Salix × hostii A.Kern.[25]
- (Saxifragaceae) Saxifraga hostii Tausch[26]
- (Plantaginaceae) Veronica hostii Moretti[27]
- (Tiliaceae) Tilia hostii Opiz[28]

- La abreviatura «Host» se emplea para indicar a Nicolaus Thomas Host como autoridad en la descripción y clasificación científica de los vegetales.[29]